# 217
Зміна імператора в Римській імперії. У Китаї триває криза династії Хань, найбільшою державою на території Індії є Кушанська імперія, у Персії доживає останні роки Парфянське царство.
На території лісостепової України Черняхівська культура. У Північному Причорномор'ї готи й сармати.

## Події
- 8 квітня під час військового походу проти парфян поблизу міста Карри (сучасна Сирія) за наказом префекта преторія Марка Опеллія Макріна убито 29-літнього римського імператора Каракаллу
- Римським імператором стає Макрін.
- Римське військо під проводом Макріна зазнає поразки в битві при Нісібісі.
- Підписано мирну угоду, римляни згодилися на контрибуцію у розміні 200 млн сестреціїв.
- Здійснила самогубство Юлія Домна, дружина Септимія Севера, мати Каракалли і Гети.
- Колізей постраждав від пожежі.
- Калікст I стає папою римським.
- Іполіт Римський стає першим антипапою.

## Померли
- Каракалла, римський імператор.
- Юлія Домна
- Зеферин, папа римський.